# Халафли (посёлок)
Халафли (азерб. Xələfli) — посёлок в Джебраильском районе Азербайджана. Входит в административно-территориальную единицу Кумлак.  Статус посёлка имеет с 1965 года. 

## География
Расположен на равнине, на берегу реки Араз.

## История
Посёлок перешёл под контроль вооружённых сил Нагорно-Карабахской Республики в 1993 году. Согласно административно-территориальному делению непризнанной Нагорно-Карабахской Республики, располагался в Гадрутском районе НКР. 
23 октября президент Азербайджана Ильхам Алиев объявил на своей странице в Twitter об освобождении села

## Экономика
Основной отраслью хозяйства было животноводство.